# بلیتسا (استان صوفیه)
بلیتسا (به بلغاری: Belitsa) یک منطقهٔ مسکونی در بلغارستان است که در استان صوفیه واقع شده‌است. بلیتسا ۷۳٫۳۵۳ کیلومتر مربع مساحت دارد  ۹۶۲ متر بالاتر از سطح دریا واقع شده‌است.